# Lista över personer som spelat i flera svenska landslag
Detta är en Lista över landslagsmän som spelat i flera svenska landslag. Spelarna är listade per landslagskombination och alfabetiskt efter efternamn.

## Sveriges herrlandslag i bandy,fotbollslandslagetochishockeylandslaget[1]
2005 presenterades en lista på sju spelare som deltagit i de tre stora svenska bollsporterna fotboll, bandy och ishockey. Fyra år senare ledde vidare efterforskningar till att denna exklusiva skara utökades med ytterligare fyra namn. Landskampsnoteringar i ishockey nedan är för de officiella landskamperna, vilka endast noteras för matcher i OS, VM och EM.
Denna lista på herridrottare i stora bollsporter är i första hand dominerad av spelare från Stockholm, en ort som främst mellankrigstiden hade framstående idrottsklubbar i alla tre idrotterna. Sedan början av 1960-talet har inget ytterligare namn lagts till i listan på dessa "Idrottens riddare" (enligt benämningen i Arne Argus bok från 2005); senare tids ökade specialisering och elitsatsningar har gjort en satsning parallella landslagskarriärer i olika (boll)sporter allt svårare.
- Sune Almkvist, IFK Uppsala – bandy 1920–21 (2 landskamper), fotboll 1908 (4), ishockey 1921 (1)
- Sven "Svenne Berka" Bergqvist, Hammarby IF, AIK – bandy 1940 (1), fotboll 1935–43 (35), ishockey 1934–46 (19)
- Hilding "Moggli" Gustafsson, Reymersholms IK, Edsbyns IF – bandy 1936–48 (11), fotboll 1940–41 (7), ishockey 1934 (1)
- Seth Howander, IFK Uppsala – bandy 1919–24 (3), fotboll 1913 (2), ishockey 1920 (5)
- Per "Pära" Kaufeldt, AIK – bandy 1929–31 (2), fotboll 1921–31 (33), ishockey 1925–33 (6)
- Axel "Acke" Nilsson, Hammarby IF, AIK – bandy 1929–33 (3), fotboll 1930–37 (8), ishockey (36)
- John "Jompa" Nilsson, AIK, Södertälje SK – bandy 1931 (1), fotboll 1929–33 (19), ishockey (6)
- Sigvard "Sigge" Parling, Djurgårdens IF, Lycksele IF, Forsbacka IK, IFK Stockholm, IK Sirius – bandy 1950–61 (8), fotboll 1954–61 (37), ishockey 1953 (1)
- Erik "Lillis" Persson, AIK, Karlbergs BK – bandy 1931–35 (3), fotboll 1930–39 (32), ishockey 1929–39 (9)
- Wilhelm "Mulle" Petersén, AIK, Södertälje SK – bandy 1931–32 (2), fotboll 1930–32 (2), ishockey 1926–37 (15)
- Gösta "Knivsta" Sandberg, Djurgårdens IF – bandy 1962 (3), fotboll 1951–61 (52), ishockey 1959–61 (7)

## Sveriges herrlandslag i bandy- ochfotbollslandslaget
- Orvar Bergmark, Örebro SK
- Sigge Parling,  Djurgårdens IF. Bandymålvakt
- Lennart Backman, AIK
- Sten-Ove Ramberg, Hammarby IF

## Fotbollslandslagetochishockeylandslaget
- Sven "Svenne Berka" Bergqvist, Hammarby IF
- Hans "Tjalle" Mild, Djurgårdens IF
- Sven "Tumba" Johansson, Djurgårdens IF
- Hans Tvilling (f.d Andersson), Djurgårdens IF
- Stig Tvilling (f.d. Andersson), Djurgårdens IF

## Sveriges herrlandslag i bandyochishockeylandslaget
- Einar Lindqvist, IFK Uppsala
- Georg Johansson-Brandius, IK Göta
- Einar "Knatten" Lundell, IK Göta
- Åke "Plutten" Andersson, Hammarby IF

## Sveriges herrlandslag i bandyochcurlinglandslag
- Roy Berglöf, IF Göta

## Sveriges friidrottslandslagochseglarlandslag
- Bobby Lohse

## Sveriges friidrottslandslagochcurlinglandslag
- Stig Håkansson, IF Göta

## Sveriges friidrottslandslagochtyngdlyftningslandslag
- Lena Berntsson Ullevi FK och Mosseberg AK

## Fotbollslandslaget (kvinnor)ochinnebandylandslaget (kvinnor)
- Minna Heponiemi, Hammarby IF DFF och Södertälje IBK

## Fotbollslandslaget (kvinnor)ochbadmintonlandslaget (kvinnor)
- Anette Börjesson, Jitex, GAIS och Tuve IF i fotboll och Göteborgs Badmintonklubb i badminton.

## Sveriges längdskidåkningslandslag,cykellandslag,friidrottslandslagochtriatlonslandslag
- Meeri Bodelid

## Sveriges triatlonslandslag,längdskidåkningslandslagochskidskyttelandslag
- Anna-Lena Fritzon

## Sveriges triatlonslandslagochlängdskidåkningslandslag
- Anna Frithioff

## Sveriges triatlonslandslagochcykellandslag
- Agneta Asplund
- Lisa Norden